# Math.e
math.e je hrvatski matematički elektronski časopis. Časopis objavljuje članke iz svih područja matematike i njezinih primjena. Namijenjen je učenicima srednjih škola te studentima matematike i srodnih fakulteta.

## Povijest
Pojavio se mjeseca siječnja 2004. godine. Izlazio je triput godišnje, a danas (2025.) dvaput godišnje, u svibnju i u studenomu. Uključen u hrcak.srce.hr od 6. ožujka 2006. godine. Uređivali su ga Andrej Dujella, Vedran Krčadinac, Ivica Nakić i Luka Grubišić.

## Uredništvo
Današnja glavna urednica je Snježana Lubura Strunjak, tehnički urednik je Krunoslav Komugović, a urednički kolegij čine: Mea Bombardelli, Aleksandra Čižmešija, Zlatko Drmač, Andrej Dujella, Ivica Gusić, Jelena Gusić, Željko Hanjš, Marcela Hanzer, Dijana Ilišević, Vjekoslav Kovač, Bojan Kovačić, Vedran Krčadinac, Ivan Marinović, Anamari Nakić, Ivica Nakić, Mervan Pašić, Mario Osvin Pavčević, Juraj Šiftar, Josip Tambača, Brankica Truhar i Mladen Vuković.

## Vanjske poveznice
- Službena stranica